# Martiņš Hartmanis
Martiņš Hartmanis, latvijski general, * 1882, † 1941.